# Mistrzostwa Świata w Piłce Ręcznej Mężczyzn 2011
22. Mistrzostwa Świata w Piłce Ręcznej Mężczyzn – turniej, który odbył się w Szwecji od 13 do 30 stycznia 2011. W mistrzostwach wzięły udział 24 zespoły – automatycznie do czempionatu zakwalifikowała się reprezentacja Francji jako mistrz świata z 2009, Szwecja jako organizator imprezy oraz trzy pierwsze zespoły mistrzostw Europy z 2010: Francja, Chorwacja oraz Islandia. Z uwagi na to, że Francuzi bronili w Szwecji mistrzostwa i uzyskali automatyczną kwalifikację już w 2009, do turnieju zakwalifikowała się drużyna, która na ostatnich mistrzostwach Starego Kontynentu zajęła czwartą pozycję, czyli Polska. Pozostałych 9 zespołów z Europy wyłonionych zostało w turnieju klasyfikacyjnym, który odbył się w czerwcu 2010.
Mistrzostwo świata obroniła reprezentacja Francji, która pokonała po dogrywce reprezentację Danii 37:35 i wywalczyła awans do igrzysk olimpijskich w Londynie.

## Zespoły
| Kraj             | Strefa kwalifikacyjna                | Mistrzostwa 2009 | Najlepszy wynik                      |
| ---------------- | ------------------------------------ | ---------------- | ------------------------------------ |
| Szwecja          | Gospodarz                            | 7 miejsce        | Mistrzostwo (1954, 1958, 1990, 1999) |
| Francja          | Mistrz Świata 2009                   | Mistrzostwo      | Mistrzostwo (1995, 2001, 2009)       |
| Chorwacja        | Mistrzostwa Europy 2010 – 2 miejsce  | 2. miejsce       | Mistrzostwo (2003)                   |
| Islandia         | Mistrzostwa Europy 2010 – 3 miejsce  | –                | 5. miejsce (1997)                    |
| Polska           | Mistrzostwa Europy 2010 – 4 miejsce  | 3. miejsce       | 2. miejsce (2007)                    |
| Austria          | Europa – Play-off                    | –                | 2. miejsce (1938)                    |
| Norwegia         | Europa – Play-off                    | 9. miejsce       | 6. miejsce (1958)                    |
| Węgry            | Europa – Play-off                    | 6. miejsce       | 2. miejsce (1986)                    |
| Niemcy           | Europa – Play-off                    | 5. miejsce       | Mistrzostwo (1938, 1978, 2007)       |
| Słowacja         | Europa – Play-off                    | 10. miejsce      | 10. miejsce (2009)                   |
| Serbia           | Europa – Play-off                    | 8. miejsce       | Mistrzostwo (1986)                   |
| Rumunia          | Europa – Play-off                    | 15. miejsce      | Mistrzostwo (1961, 1964, 1970, 1974) |
| Dania            | Europa – Play-off                    | 4. miejsce       | 2. miejsce (1967)                    |
| Hiszpania        | Europa – Play-off                    | 13. miejsce      | Mistrzostwo (2005)                   |
| Korea Południowa | Mistrzostwa Azji 2010 – 1 miejsce    | 12. miejsce      | 8. miejsce (1997)                    |
| Bahrajn          | Mistrzostwa Azji 2010 – 2 miejsce    | debiutant        | debiutant                            |
| Japonia          | Mistrzostwa Azji 2010 – 3 miejsce    | –                | 10. miejsce (1970)                   |
| Tunezja          | Mistrzostwa Afryki 2010 – 1 miejsce  | 17. miejsce      | 4. miejsce (2005)                    |
| Egipt            | Mistrzostwa Afryki 2010 – 2 miejsce  | 14. miejsce      | 4. miejsce (2001)                    |
| Algieria         | Mistrzostwa Afryki 2010 – 3 miejsce  | 19. miejsce      | 13. miejsce (1999)                   |
| Argentyna        | Mistrzostwa Ameryki 2010 – 1 miejsce | 18. miejsce      | 15. miejsce (2001)                   |
| Brazylia         | Mistrzostwa Ameryki 2010 – 2 miejsce | 21. miejsce      | 13. miejsce (1958)                   |
| Chile            | Mistrzostwa Ameryki 2010 – 3 miejsce | debiutant        | debiutant                            |
| Australia        | Mistrz Oceanii                       | 24. miejsce      | 21. miejsce (2001)                   |

## Obiekty
| Malmö              | MalmöGöteborgLinköpingNorrköpingJönköpingSkövdeKristianstadLund | Göteborg             |
| Malmö Arena        | MalmöGöteborgLinköpingNorrköpingJönköpingSkövdeKristianstadLund | Scandinavium         |
| Pojemność: 13 700  | MalmöGöteborgLinköpingNorrköpingJönköpingSkövdeKristianstadLund | Pojemność: 12 044    |
|                    | MalmöGöteborgLinköpingNorrköpingJönköpingSkövdeKristianstadLund |                      |
| Linköping          | MalmöGöteborgLinköpingNorrköpingJönköpingSkövdeKristianstadLund | Lund                 |
| Cloetta Center     | MalmöGöteborgLinköpingNorrköpingJönköpingSkövdeKristianstadLund | FFS Arena            |
| Pojemność: 8 500   | MalmöGöteborgLinköpingNorrköpingJönköpingSkövdeKristianstadLund | Pojemność: 3 000     |
|                    | MalmöGöteborgLinköpingNorrköpingJönköpingSkövdeKristianstadLund |                      |
| Jönköping          | MalmöGöteborgLinköpingNorrköpingJönköpingSkövdeKristianstadLund | Skövde               |
| Kinnarps Arena     | MalmöGöteborgLinköpingNorrköpingJönköpingSkövdeKristianstadLund | Arena Skövde         |
| Pojemność: 7 000   | MalmöGöteborgLinköpingNorrköpingJönköpingSkövdeKristianstadLund | Pojemność: 2 500     |
|                    | MalmöGöteborgLinköpingNorrköpingJönköpingSkövdeKristianstadLund |                      |
| Kristianstad       | Norrköping                                                      | Norrköping           |
| Kristianstad Arena | Himmelstalundshallen                                            | Himmelstalundshallen |
| Pojemność: 4 500   | Pojemność: 4 300                                                | Pojemność: 4 300     |
|                    |                                                                 |                      |

## Koszyki
| Koszyk 1                                | Koszyk 2                                  | Koszyk 3                               | Koszyk 4                                       | Koszyk 5                                 | Koszyk 6                                  |
| --------------------------------------- | ----------------------------------------- | -------------------------------------- | ---------------------------------------------- | ---------------------------------------- | ----------------------------------------- |
| - Chile - Bahrajn - Japonia - Australia | - Egipt - Argentyna - Algieria - Brazylia | - Węgry - Tunezja - Rumunia - Słowacja | - Serbia - Austria - Niemcy - Korea Południowa | - Dania - Hiszpania - Szwecja - Norwegia | - Francja - Chorwacja - Polska - Islandia |

### Faza grupowa
| Grupa A                                                    | Grupa B                                                      | Grupa C                                                       | Grupa D                                                              |
| ---------------------------------------------------------- | ------------------------------------------------------------ | ------------------------------------------------------------- | -------------------------------------------------------------------- |
| - Francja - Hiszpania - Niemcy - Tunezja - Egipt - Bahrajn | - Islandia - Norwegia - Austria - Węgry - Brazylia - Japonia | - Chorwacja - Dania - Serbia - Rumunia - Algieria - Australia | - Polska - Szwecja - Korea Południowa - Słowacja - Argentyna - Chile |

## Faza wstępna

### Grupa A (Kristianstad,Lund)
| Zespół    | M | Z | R | P | G + | G - | +/- | Pkt |
| --------- | - | - | - | - | --- | --- | --- | --- |
| Francja   | 5 | 4 | 1 | 0 | 159 | 106 | 53  | 9   |
| Hiszpania | 5 | 4 | 1 | 0 | 139 | 110 | 29  | 9   |
| Niemcy    | 5 | 3 | 0 | 2 | 151 | 125 | 26  | 6   |
| Tunezja   | 5 | 1 | 0 | 4 | 114 | 137 | -23 | 2   |
| Egipt     | 5 | 1 | 0 | 4 | 115 | 139 | -24 | 2   |
| Bahrajn   | 5 | 1 | 0 | 4 | 105 | 166 | -61 | 2   |

| 3.14 stycznia 201118:00 | Francja      | 32:19(15:9) | Tunezja      | Kristianstad Arena, Kristianstad Widzów: 2500 Sędzia: Per Olesen, Lars Ejby Pedersen |
| 3.14 stycznia 201118:00 | Karabatić 6  | 32:19(15:9) | 6 Megannem   | Kristianstad Arena, Kristianstad Widzów: 2500 Sędzia: Per Olesen, Lars Ejby Pedersen |
| 3.14 stycznia 201118:00 | 4× · 1× · 1× | 32:19(15:9) | 7× · 2× · 1× | Kristianstad Arena, Kristianstad Widzów: 2500 Sędzia: Per Olesen, Lars Ejby Pedersen |

| 5.14 stycznia 201118:15 | Niemcy       | 30:25(15:12) | Egipt      | Färs & Frosta Sparbank Arena, Lund Widzów: 1410 Sędzia: Václav Horáček, Jiří Novotný |
| 5.14 stycznia 201118:15 | Gensheimer 9 | 30:25(15:12) | 6 El Ahmar | Färs & Frosta Sparbank Arena, Lund Widzów: 1410 Sędzia: Václav Horáček, Jiří Novotný |
| 5.14 stycznia 201118:15 | 2× · 4×      | 30:25(15:12) | 2× · 3×    | Färs & Frosta Sparbank Arena, Lund Widzów: 1410 Sędzia: Václav Horáček, Jiří Novotný |

| 8.14 stycznia 201120:15 | Hiszpania                           | 33:22(16:8) | Bahrajn | Kristianstad Arena, Kristianstad Sędzia: Jesus Nilson Aires Menezes, Rogério Aparecido Pinto |
| 8.14 stycznia 201120:15 | Garabaya, Parrondo, Juanín García 4 | 33:22(16:8) | 5 Madan | Kristianstad Arena, Kristianstad Sędzia: Jesus Nilson Aires Menezes, Rogério Aparecido Pinto |
| 8.14 stycznia 201120:15 | 3× · 2×                             | 33:22(16:8) | 7× · 3× | Kristianstad Arena, Kristianstad Sędzia: Jesus Nilson Aires Menezes, Rogério Aparecido Pinto |

| 19.16 stycznia 201116:15 | Bahrajn            | 18:38(9:20) | Niemcy     | Kristianstad Arena, Kristianstad Sędzia: Carlos María Marina, Darío Leonel Minore |
| 19.16 stycznia 201116:15 | Madan, Al Sayyad 4 | 18:38(9:20) | 9 Kaufmann | Kristianstad Arena, Kristianstad Sędzia: Carlos María Marina, Darío Leonel Minore |
| 19.16 stycznia 201116:15 | 5× · 2×            | 18:38(9:20) | 3× · 3×    | Kristianstad Arena, Kristianstad Sędzia: Carlos María Marina, Darío Leonel Minore |

| 20.16 stycznia 201117:30 | Tunezja         | 18:21(7:9) | Hiszpania      | Färs & Frosta Sparbank Arena, Lund Widzów: 1820 Sędzia: Nenad Krstič, Peter Ljubič |
| 20.16 stycznia 201117:30 | Megannem, Tej 4 | 18:21(7:9) | 5 A.Entrerríos | Färs & Frosta Sparbank Arena, Lund Widzów: 1820 Sędzia: Nenad Krstič, Peter Ljubič |
| 20.16 stycznia 201117:30 | 5× · 3×         | 18:21(7:9) | 3× · 3×        | Färs & Frosta Sparbank Arena, Lund Widzów: 1820 Sędzia: Nenad Krstič, Peter Ljubič |

| 22.16 stycznia 201118:45 | Egipt      | 19:28(8:12) | Francja  | Kristianstad Arena, Kristianstad Sędzia: Kenneth Abrahamsen, Arne Kristiansen |
| 22.16 stycznia 201118:45 | El Ahmar 4 | 19:28(8:12) | 5 Guigou | Kristianstad Arena, Kristianstad Sędzia: Kenneth Abrahamsen, Arne Kristiansen |
| 22.16 stycznia 201118:45 | 5× · 3×    | 19:28(8:12) | 4× · 2×  | Kristianstad Arena, Kristianstad Sędzia: Kenneth Abrahamsen, Arne Kristiansen |

| 30.17 stycznia 201118:30 | Hiszpania                     | 26:24(13:13) | Niemcy                 | Kristianstad Arena, Kristianstad Widzów: 3247 Sędzia: Per Olesen, Lars Ejby Pedersen |
| 30.17 stycznia 201118:30 | Aguinagalde, García, Romero 5 | 26:24(13:13) | 4 Gensheimer, Glandorf | Kristianstad Arena, Kristianstad Widzów: 3247 Sędzia: Per Olesen, Lars Ejby Pedersen |
| 30.17 stycznia 201118:30 | 7× · 1×                       | 26:24(13:13) | 9× · 3× · 2×           | Kristianstad Arena, Kristianstad Widzów: 3247 Sędzia: Per Olesen, Lars Ejby Pedersen |

| 34.17 stycznia 201120:30 | Francja | 41:17(23:10) | Bahrajn      | Färs & Frosta Sparbank Arena, Lund Widzów: 850 Sędzia: Omar Al-Marzouqi, Mohammad Rashid Al-Nuaimi |
| 34.17 stycznia 201120:30 | Joli 11 | 41:17(23:10) | 3 Al Sayyad  | Färs & Frosta Sparbank Arena, Lund Widzów: 850 Sędzia: Omar Al-Marzouqi, Mohammad Rashid Al-Nuaimi |
| 34.17 stycznia 201120:30 | 3× · 3× | 41:17(23:10) | 2× · 1× · 1× | Färs & Frosta Sparbank Arena, Lund Widzów: 850 Sędzia: Omar Al-Marzouqi, Mohammad Rashid Al-Nuaimi |

| 35.17 stycznia 201120:45 | Tunezja       | 23:27(10:11) | Egipt       | Kristianstad Arena, Kristianstad Widzów: 3247 Sędzia: Václav Horáček, Jiří Novotný |
| 35.17 stycznia 201120:45 | Ayed 7        | 23:27(10:11) | 10 El Ahmar | Kristianstad Arena, Kristianstad Widzów: 3247 Sędzia: Václav Horáček, Jiří Novotný |
| 35.17 stycznia 201120:45 | 10× · 3× · 1× | 23:27(10:11) | 5× · 3×     | Kristianstad Arena, Kristianstad Widzów: 3247 Sędzia: Václav Horáček, Jiří Novotný |

| 43.19 stycznia 201118:00 | Bahrajn     | 21:28(12:15) | Tunezja | Färs & Frosta Sparbank Arena, Lund Widzów: 950 Sędzia: Carlos María Marina, Darío Leonel Minore |
| 43.19 stycznia 201118:00 | Al Sayyad 6 | 21:28(12:15) | 7 Tej   | Färs & Frosta Sparbank Arena, Lund Widzów: 950 Sędzia: Carlos María Marina, Darío Leonel Minore |
| 43.19 stycznia 201118:00 | 5× · 3×     | 21:28(12:15) | 5× · 4× | Färs & Frosta Sparbank Arena, Lund Widzów: 950 Sędzia: Carlos María Marina, Darío Leonel Minore |

| 45.19 stycznia 201118:15 | Niemcy  | 23:30(10:13) | Francja     | Kristianstad Arena, Kristianstad Widzów: 4148 Sędzia: Václav Horáček, Jiří Novotný |
| 45.19 stycznia 201118:15 | Kraus 7 | 23:30(10:13) | 5 Accambray | Kristianstad Arena, Kristianstad Widzów: 4148 Sędzia: Václav Horáček, Jiří Novotný |
| 45.19 stycznia 201118:15 | 5× · 3× | 23:30(10:13) | 2× · 3×     | Kristianstad Arena, Kristianstad Widzów: 4148 Sędzia: Václav Horáček, Jiří Novotný |

| 47.19 stycznia 201120:30 | Hiszpania | 31:18(14:9) | Egipt        | Kristianstad Arena, Kristianstad Widzów: 4148 Sędzia: Nenad Krstič, Peter Ljubič |
| 47.19 stycznia 201120:30 | Rocas 7   | 31:18(14:9) | 5 Mamdouh    | Kristianstad Arena, Kristianstad Widzów: 4148 Sędzia: Nenad Krstič, Peter Ljubič |
| 47.19 stycznia 201120:30 | 1× · 2×   | 31:18(14:9) | 4× · 3× · 1× | Kristianstad Arena, Kristianstad Widzów: 4148 Sędzia: Nenad Krstič, Peter Ljubič |

| 52.20 stycznia 201118:00 | Egipt     | 26:27(16:15) | Bahrajn     | Färs & Frosta Sparbank Arena, Lund Widzów: 750 Sędzia: Mohsen Karbas-Chi, Majid Kolahdouzan |
| 52.20 stycznia 201118:00 | Mabrouk 7 | 26:27(16:15) | 9 Al Sayyad | Färs & Frosta Sparbank Arena, Lund Widzów: 750 Sędzia: Mohsen Karbas-Chi, Majid Kolahdouzan |
| 52.20 stycznia 201118:00 | 4× · 3×   | 26:27(16:15) | 3× · 3×     | Färs & Frosta Sparbank Arena, Lund Widzów: 750 Sędzia: Mohsen Karbas-Chi, Majid Kolahdouzan |

| 54.20 stycznia 201118:30 | Niemcy  | 36:26(15:12) | Tunezja      | Kristianstad Arena, Kristianstad Widzów: 3885 Sędzia: Michal Baďura, Jaroslav Ondogrecula |
| 54.20 stycznia 201118:30 | Hens 6  | 36:26(15:12) | 6 Megannem   | Kristianstad Arena, Kristianstad Widzów: 3885 Sędzia: Michal Baďura, Jaroslav Ondogrecula |
| 54.20 stycznia 201118:30 | 3× · 3× | 36:26(15:12) | 2× · 3× · 1× | Kristianstad Arena, Kristianstad Widzów: 3885 Sędzia: Michal Baďura, Jaroslav Ondogrecula |

| 59.20 stycznia 201120:45 | Francja  | 28:28(18:13) | Hiszpania       | Kristianstad Arena, Kristianstad Widzów: 3885 Sędzia: Per Olesen, Lars Ejby Pedersen |
| 59.20 stycznia 201120:45 | Guigou 6 | 28:28(18:13) | 7 A. Entrerríos | Kristianstad Arena, Kristianstad Widzów: 3885 Sędzia: Per Olesen, Lars Ejby Pedersen |
| 59.20 stycznia 201120:45 | 4× · 4×  | 28:28(18:13) | 4× · 3×         | Kristianstad Arena, Kristianstad Widzów: 3885 Sędzia: Per Olesen, Lars Ejby Pedersen |

### Grupa B (Linköping,Norrköping)
| Zespół   | M | Z | R | P | G + | G - | +/- | Pkt |
| -------- | - | - | - | - | --- | --- | --- | --- |
| Islandia | 5 | 5 | 0 | 0 | 157 | 119 | 38  | 10  |
| Węgry    | 5 | 4 | 0 | 1 | 148 | 133 | 15  | 8   |
| Norwegia | 5 | 3 | 0 | 2 | 139 | 136 | 3   | 6   |
| Japonia  | 5 | 2 | 0 | 3 | 141 | 161 | -20 | 4   |
| Austria  | 5 | 1 | 0 | 4 | 144 | 148 | -4  | 2   |
| Brazylia | 5 | 0 | 0 | 5 | 131 | 163 | -32 | 0   |

| 2.14 stycznia 201117:00 | Islandia     | 32:26(14:11) | Węgry        | Himmelstalundshallen, Norrköping Widzów: 2753 Sędzia: Óscar Raluy López, Ángel Luis Sabroso Ramírez |
| 2.14 stycznia 201117:00 | Pálmarsson 8 | 32:26(14:11) | 5 Mocsai     | Himmelstalundshallen, Norrköping Widzów: 2753 Sędzia: Óscar Raluy López, Ángel Luis Sabroso Ramírez |
| 2.14 stycznia 201117:00 | 4× · 3×      | 32:26(14:11) | 5× · 3× · 1× | Himmelstalundshallen, Norrköping Widzów: 2753 Sędzia: Óscar Raluy López, Ángel Luis Sabroso Ramírez |

| 7.14 stycznia 201119:10 | Norwegia | 35:29(18:13) | Japonia    | Himmelstalundshallen, Norrköping Widzów: 2753 Sędzia: Kacem Mezian, Othmane Si Bachir |
| 7.14 stycznia 201119:10 | Myrhol 9 | 35:29(18:13) | 7 Kadoyama | Himmelstalundshallen, Norrköping Widzów: 2753 Sędzia: Kacem Mezian, Othmane Si Bachir |
| 7.14 stycznia 201119:10 | 8× · 2×  | 35:29(18:13) | 1× · 3×    | Himmelstalundshallen, Norrköping Widzów: 2753 Sędzia: Kacem Mezian, Othmane Si Bachir |

| 12.14 stycznia 201121:30 | Austria      | 34:24(17:13) | Brazylia            | Himmelstalundshallen, Norrköping Widzów: 2753 Sędzia: Lars Geipel, Marcus Helbig |
| 12.14 stycznia 201121:30 | Wilczynski 9 | 34:24(17:13) | 4 Bortolini, Santos | Himmelstalundshallen, Norrköping Widzów: 2753 Sędzia: Lars Geipel, Marcus Helbig |
| 12.14 stycznia 201121:30 | 4× · 3×      | 34:24(17:13) | 2× · 3×             | Himmelstalundshallen, Norrköping Widzów: 2753 Sędzia: Lars Geipel, Marcus Helbig |

| 14.15 stycznia 201116:30 | Węgry                             | 26:23(14:16) | Norwegia   | Himmelstalundshallen, Norrköping Sędzia: Lars Geipel, Marcus Helbig |
| 14.15 stycznia 201116:30 | Ilyés, G. Iváncsik, T. Iváncsik 5 | 26:23(14:16) | 7 Kjelling | Himmelstalundshallen, Norrköping Sędzia: Lars Geipel, Marcus Helbig |
| 14.15 stycznia 201116:30 | 2× · 3×                           | 26:23(14:16) | 4× · 3×    | Himmelstalundshallen, Norrköping Sędzia: Lars Geipel, Marcus Helbig |

| 16.15 stycznia 201118:45 | Japonia    | 33:30(18:11) | Austria    | Himmelstalundshallen, Norrköping Sędzia: Óscar Raluy López, Ángel Luis Sabroso Ramírez |
| 16.15 stycznia 201118:45 | Miyazaki 8 | 33:30(18:11) | 8 Szilágyi | Himmelstalundshallen, Norrköping Sędzia: Óscar Raluy López, Ángel Luis Sabroso Ramírez |
| 16.15 stycznia 201118:45 | 2× · 3×    | 33:30(18:11) | 2× · 3×    | Himmelstalundshallen, Norrköping Sędzia: Óscar Raluy López, Ángel Luis Sabroso Ramírez |

| 18.15 stycznia 201121:00 | Brazylia  | 26:34(12:19) | Islandia      | Himmelstalundshallen, Norrköping Widzów: 1600 Sędzia: Rickard Canbro, Mikael Claesson |
| 18.15 stycznia 201121:00 | Ribeiro 7 | 26:34(12:19) | 11 Sigurðsson | Himmelstalundshallen, Norrköping Widzów: 1600 Sędzia: Rickard Canbro, Mikael Claesson |
| 18.15 stycznia 201121:00 | 2× · 3×   | 26:34(12:19) | 3× · 3×       | Himmelstalundshallen, Norrköping Widzów: 1600 Sędzia: Rickard Canbro, Mikael Claesson |

| 26.17 stycznia 201117:00 | Węgry        | 36:24(18:11) | Brazylia    | Cloetta Center, Linköping Sędzia: Nenad Nikolić, Dušan Stojković |
| 26.17 stycznia 201117:00 | Harsányi 10  | 36:24(18:11) | 8 Bortolini | Cloetta Center, Linköping Sędzia: Nenad Nikolić, Dušan Stojković |
| 26.17 stycznia 201117:00 | 4× · 3× · 1× | 36:24(18:11) | 4× · 2×     | Cloetta Center, Linköping Sędzia: Nenad Nikolić, Dušan Stojković |

| 31.17 stycznia 201119:10 | Norwegia   | 33:27(16:11) | Austria   | Cloetta Center, Linköping Widzów: 2700 Sędzia: Rickard Canbro, Mikael Claesson |
| 31.17 stycznia 201119:10 | Tvedten 10 | 33:27(16:11) | 6 Bozovic | Cloetta Center, Linköping Widzów: 2700 Sędzia: Rickard Canbro, Mikael Claesson |
| 31.17 stycznia 201119:10 | 3× · 2×    | 33:27(16:11) | 3× · 3×   | Cloetta Center, Linköping Widzów: 2700 Sędzia: Rickard Canbro, Mikael Claesson |

| 36.17 stycznia 201121:30 | Islandia     | 36:22(22:8) | Japonia    | Cloetta Center, Linköping Sędzia: Yalatima Nanga Couliabaly, Mamoudou Diabaté |
| 36.17 stycznia 201121:30 | Sigurðsson 9 | 36:22(22:8) | 5 Kadoyama | Cloetta Center, Linköping Sędzia: Yalatima Nanga Couliabaly, Mamoudou Diabaté |
| 36.17 stycznia 201121:30 | 7× · 3×      | 36:22(22:8) | 2×         | Cloetta Center, Linköping Sędzia: Yalatima Nanga Couliabaly, Mamoudou Diabaté |

| 38.18 stycznia 201117:00 | Japonia    | 24:28(8:13) | Węgry         | Cloetta Center, Linköping Widzów: 1800 Sędzia: Rickard Canbro, Mikael Claesson |
| 38.18 stycznia 201117:00 | Miyazaki 5 | 24:28(8:13) | 9 G. Iváncsik | Cloetta Center, Linköping Widzów: 1800 Sędzia: Rickard Canbro, Mikael Claesson |
| 38.18 stycznia 201117:00 | 3×         | 24:28(8:13) | 3× · 2×       | Cloetta Center, Linköping Widzów: 1800 Sędzia: Rickard Canbro, Mikael Claesson |

| 40.18 stycznia 201119:10 | Norwegia | 26:25(13:12) | Brazylia  | Cloetta Center, Linköping Widzów: 2717 Sędzia: Yalatima Nanga Couliabaly, Mamoudou Diabaté |
| 40.18 stycznia 201119:10 | Myrhol 7 | 26:25(13:12) | 6 Pacheco | Cloetta Center, Linköping Widzów: 2717 Sędzia: Yalatima Nanga Couliabaly, Mamoudou Diabaté |
| 40.18 stycznia 201119:10 | 4× · 3×  | 26:25(13:12) | 5× · 3×   | Cloetta Center, Linköping Widzów: 2717 Sędzia: Yalatima Nanga Couliabaly, Mamoudou Diabaté |

| 42.18 stycznia 201121:30 | Austria      | 23:26(16:11) | Islandia    | Cloetta Center, Linköping Widzów: 2612 Sędzia: Bogdan Nicolae Stark, Romeo Mihai Ștefan |
| 42.18 stycznia 201121:30 | Weber 8      | 23:26(16:11) | 7 Petersson | Cloetta Center, Linköping Widzów: 2612 Sędzia: Bogdan Nicolae Stark, Romeo Mihai Ștefan |
| 42.18 stycznia 201121:30 | 9× · 4× · 2× | 23:26(16:11) | 5× · 3×     | Cloetta Center, Linköping Widzów: 2612 Sędzia: Bogdan Nicolae Stark, Romeo Mihai Ștefan |

| 50.20 stycznia 201117:00 | Brazylia   | 32:33(12:13) | Japonia     | Cloetta Center, Linköping Widzów: 4252 Sędzia: Bogdan Nicolae Stark, Romeo Mihai Ștefan |
| 50.20 stycznia 201117:00 | Teixeira 8 | 32:33(12:13) | 12 Suematsu | Cloetta Center, Linköping Widzów: 4252 Sędzia: Bogdan Nicolae Stark, Romeo Mihai Ștefan |
| 50.20 stycznia 201117:00 | 3× · 3×    | 32:33(12:13) | 3× · 2×     | Cloetta Center, Linköping Widzów: 4252 Sędzia: Bogdan Nicolae Stark, Romeo Mihai Ștefan |

| 55.20 stycznia 201119:10 | Islandia     | 29:22(12:12) | Norwegia  | Cloetta Center, Linköping Widzów: 5817 Sędzia: Rickard Canbro, Mikael Claesson |
| 55.20 stycznia 201119:10 | Guðjónsson 7 | 29:22(12:12) | 7 Tvedten | Cloetta Center, Linköping Widzów: 5817 Sędzia: Rickard Canbro, Mikael Claesson |
| 55.20 stycznia 201119:10 | 5× · 3×      | 29:22(12:12) | 5× · 4×   | Cloetta Center, Linköping Widzów: 5817 Sędzia: Rickard Canbro, Mikael Claesson |

| 60.20 stycznia 201121:30 | Austria    | 30:32(16:13) | Węgry           | Cloetta Center, Linköping Widzów: 2340 Sędzia: Nenad Nikolić, Dušan Stojković |
| 60.20 stycznia 201121:30 | Szilágyi 7 | 30:32(16:13) | 5 Császár, Törő | Cloetta Center, Linköping Widzów: 2340 Sędzia: Nenad Nikolić, Dušan Stojković |
| 60.20 stycznia 201121:30 | 3× · 2×    | 30:32(16:13) | 2× · 4×         | Cloetta Center, Linköping Widzów: 2340 Sędzia: Nenad Nikolić, Dušan Stojković |

### Grupa C (Malmö,Lund)
| Zespół    | M | Z | R | P | G + | G - | +/-  | Pkt |
| --------- | - | - | - | - | --- | --- | ---- | --- |
| Dania     | 5 | 5 | 0 | 0 | 181 | 117 | 64   | 10  |
| Chorwacja | 5 | 3 | 1 | 1 | 148 | 109 | 39   | 7   |
| Serbia    | 5 | 2 | 1 | 2 | 139 | 139 | 0    | 5   |
| Algieria  | 5 | 2 | 0 | 3 | 100 | 109 | -9   | 4   |
| Rumunia   | 5 | 2 | 0 | 3 | 132 | 123 | 9    | 4   |
| Australia | 5 | 0 | 0 | 5 | 77  | 180 | -103 | 0   |

| 4.14 stycznia 201118:00 | Chorwacja | 27:21(11:13) | Rumunia   | Malmö Arena, Malmö Widzów: 6643 Sędzia: Nordine Lazaar, Laurent Reveret |
| 4.14 stycznia 201118:00 | Štrlek 8  | 27:21(11:13) | 7 Stamate | Malmö Arena, Malmö Widzów: 6643 Sędzia: Nordine Lazaar, Laurent Reveret |
| 4.14 stycznia 201118:00 | 5× · 3×   | 27:21(11:13) | 5× · 3×   | Malmö Arena, Malmö Widzów: 6643 Sędzia: Nordine Lazaar, Laurent Reveret |

| 9.14 stycznia 201120:15 | Dania             | 47:12(21:8) | Australia | Malmö Arena, Malmö Widzów: 6643 Sędzia: Carlos María Marina, Darío Leonel Minore |
| 9.14 stycznia 201120:15 | L. Christiansen 8 | 47:12(21:8) | 4 Calvert | Malmö Arena, Malmö Widzów: 6643 Sędzia: Carlos María Marina, Darío Leonel Minore |
| 9.14 stycznia 201120:15 | 2× · 2×           | 47:12(21:8) | 5× · 3×   | Malmö Arena, Malmö Widzów: 6643 Sędzia: Carlos María Marina, Darío Leonel Minore |

| 11.14 stycznia 201120:45 | Serbia  | 25:24(13:9) | Algieria  | Färs & Frosta Sparbank Arena, Lund Widzów: 1275 Sędzia: Omar Al-Marzouqi, Mohammad Rashid Al-Nuaimi |
| 11.14 stycznia 201120:45 | Vujin 6 | 25:24(13:9) | 7 Berkous | Färs & Frosta Sparbank Arena, Lund Widzów: 1275 Sędzia: Omar Al-Marzouqi, Mohammad Rashid Al-Nuaimi |
| 11.14 stycznia 201120:45 | 3× · 4× | 25:24(13:9) | 2× · 4×   | Färs & Frosta Sparbank Arena, Lund Widzów: 1275 Sędzia: Omar Al-Marzouqi, Mohammad Rashid Al-Nuaimi |

| 21.16 stycznia 201118:00 | Australia  | 18:35(8:16) | Serbia  | Malmö Arena, Malmö Sędzia: Mohsen Karbas-Chi, Majid Kolahdouzan |
| 21.16 stycznia 201118:00 | Fletcher 5 | 18:35(8:16) | 7 Vujin | Malmö Arena, Malmö Sędzia: Mohsen Karbas-Chi, Majid Kolahdouzan |
| 21.16 stycznia 201118:00 | 6× · 3×    | 18:35(8:16) | 7× · 3× | Malmö Arena, Malmö Sędzia: Mohsen Karbas-Chi, Majid Kolahdouzan |

| 23.16 stycznia 201120:00 | Algieria           | 15:26(11:11) | Chorwacja | Färs & Frosta Sparbank Arena, Lund Widzów: 1943 Sędzia: Jesus Nilson Aires Menezes, Rogério Aparecido Pinto |
| 23.16 stycznia 201120:00 | Berkous, Boultif 4 | 15:26(11:11) | 6 Balić   | Färs & Frosta Sparbank Arena, Lund Widzów: 1943 Sędzia: Jesus Nilson Aires Menezes, Rogério Aparecido Pinto |
| 23.16 stycznia 201120:00 | 4× · 3×            | 15:26(11:11) | 6× · 3×   | Färs & Frosta Sparbank Arena, Lund Widzów: 1943 Sędzia: Jesus Nilson Aires Menezes, Rogério Aparecido Pinto |

| 24.16 stycznia 201120:15 | Rumunia  | 30:39(16:17) | Dania             | Malmö Arena, Malmö Sędzia: Michal Baďura, Jaroslav Ondogrecula |
| 24.16 stycznia 201120:15 | Florea 7 | 30:39(16:17) | 6 L. Christiansen | Malmö Arena, Malmö Sędzia: Michal Baďura, Jaroslav Ondogrecula |
| 24.16 stycznia 201120:15 | 2× · 4×  | 30:39(16:17) | 4× · 3×           | Malmö Arena, Malmö Sędzia: Michal Baďura, Jaroslav Ondogrecula |

| 27.17 stycznia 201118:00 | Rumunia   | 14:15(10:8) | Algieria           | Färs & Frosta Sparbank Arena, Lund Widzów: 920 Sędzia: Kenneth Abrahamsen, Arne Kristiansen |
| 27.17 stycznia 201118:00 | Ghionea 7 | 14:15(10:8) | 4 Berkous, Boultif | Färs & Frosta Sparbank Arena, Lund Widzów: 920 Sędzia: Kenneth Abrahamsen, Arne Kristiansen |
| 27.17 stycznia 201118:00 | 4× · 2×   | 14:15(10:8) | 5× · 2×            | Färs & Frosta Sparbank Arena, Lund Widzów: 920 Sędzia: Kenneth Abrahamsen, Arne Kristiansen |

| 28.17 stycznia 201118:00 | Chorwacja | 42:15(19:9) | Australia                    | Malmö Arena, Malmö Sędzia: Michal Baďura, Jaroslav Ondogrecula |
| 28.17 stycznia 201118:00 | Musa 8    | 42:15(19:9) | 3 Calvert, Fletcher, Subotic | Malmö Arena, Malmö Sędzia: Michal Baďura, Jaroslav Ondogrecula |
| 28.17 stycznia 201118:00 | 1× · 1×   | 42:15(19:9) | 3× · 3×                      | Malmö Arena, Malmö Sędzia: Michal Baďura, Jaroslav Ondogrecula |

| 32.17 stycznia 201120:15 | Dania        | 35:27(16:14) | Serbia  | Malmö Arena, Malmö Widzów: 8164 Sędzia: Nordine Lazaar, Laurent Reveret |
| 32.17 stycznia 201120:15 | M. Hansen 11 | 35:27(16:14) | 7 Vujin | Malmö Arena, Malmö Widzów: 8164 Sędzia: Nordine Lazaar, Laurent Reveret |
| 32.17 stycznia 201120:15 | 2× · 3×      | 35:27(16:14) | 6× · 3× | Malmö Arena, Malmö Widzów: 8164 Sędzia: Nordine Lazaar, Laurent Reveret |

| 44.19 stycznia 201118:00 | Serbia     | 24:24(13:12) | Chorwacja | Malmö Arena, Malmö Widzów: 7269 Sędzia: Kenneth Abrahamsen, Arne Kristiansen |
| 44.19 stycznia 201118:00 | Nikčević 7 | 24:24(13:12) | 8 Vori    | Malmö Arena, Malmö Widzów: 7269 Sędzia: Kenneth Abrahamsen, Arne Kristiansen |
| 44.19 stycznia 201118:00 | 4× · 4×    | 24:24(13:12) | 2× · 3×   | Malmö Arena, Malmö Widzów: 7269 Sędzia: Kenneth Abrahamsen, Arne Kristiansen |

| 46.19 stycznia 201120:15 | Dania                       | 26:19(16:9) | Algieria  | Malmö Arena, Malmö Widzów: 8830 Sędzia: Mohsen Karbas-Chi, Majid Kolahdouzan |
| 46.19 stycznia 201120:15 | L. S. Hanssen, M. Hanssen 5 | 26:19(16:9) | 5 Boultif | Malmö Arena, Malmö Widzów: 8830 Sędzia: Mohsen Karbas-Chi, Majid Kolahdouzan |
| 46.19 stycznia 201120:15 | 4× · 3×                     | 26:19(16:9) | 6× · 2×   | Malmö Arena, Malmö Widzów: 8830 Sędzia: Mohsen Karbas-Chi, Majid Kolahdouzan |

| 48.19 stycznia 201120:30 | Australia | 14:29(6:14) | Rumunia  | Färs & Frosta Sparbank Arena, Lund Widzów: 800 Sędzia: Jesus Nilson Aires Menezes, Rogério Aparecido Pinto |
| 48.19 stycznia 201120:30 | Calvert 7 | 14:29(6:14) | 5 Florea | Färs & Frosta Sparbank Arena, Lund Widzów: 800 Sędzia: Jesus Nilson Aires Menezes, Rogério Aparecido Pinto |
| 48.19 stycznia 201120:30 | 4× · 3×   | 14:29(6:14) | 4× · 2×  | Färs & Frosta Sparbank Arena, Lund Widzów: 800 Sędzia: Jesus Nilson Aires Menezes, Rogério Aparecido Pinto |

| 51.20 stycznia 201118:00 | Algieria               | 27:18(12:11) | Australia  | Malmö Arena, Malmö Widzów: 4960 Sędzia: Omar Al-Marzouqi, Mohammad Rashid Al-Nuaimi |
| 51.20 stycznia 201118:00 | Berkous, Ayat, Hamad 5 | 27:18(12:11) | 6 Fletcher | Malmö Arena, Malmö Widzów: 4960 Sędzia: Omar Al-Marzouqi, Mohammad Rashid Al-Nuaimi |
| 51.20 stycznia 201118:00 | 1× · 3×                | 27:18(12:11) | 2× · 2×    | Malmö Arena, Malmö Widzów: 4960 Sędzia: Omar Al-Marzouqi, Mohammad Rashid Al-Nuaimi |

| 56.20 stycznia 201120:15 | Chorwacja | 29:34(16:15) | Dania          | Malmö Arena, Malmö Widzów: 11307 Sędzia: Nordine Lazaar, Laurent Reveret |
| 56.20 stycznia 201120:15 | Zrnić 8   | 29:34(16:15) | 10 Søndergaard | Malmö Arena, Malmö Widzów: 11307 Sędzia: Nordine Lazaar, Laurent Reveret |
| 56.20 stycznia 201120:15 | 4× · 4×   | 29:34(16:15) | 3× · 3×        | Malmö Arena, Malmö Widzów: 11307 Sędzia: Nordine Lazaar, Laurent Reveret |

| 58.20 stycznia 201120:30 | Serbia  | 28:38(17:20) | Rumunia   | Färs & Frosta Sparbank Arena, Lund Widzów: 860 Sędzia: Nenad Krstič, Peter Ljubič |
| 58.20 stycznia 201120:30 | Ilić 6  | 28:38(17:20) | 9 Stamate | Färs & Frosta Sparbank Arena, Lund Widzów: 860 Sędzia: Nenad Krstič, Peter Ljubič |
| 58.20 stycznia 201120:30 | 4× · 3× | 28:38(17:20) | 2× · 2×   | Färs & Frosta Sparbank Arena, Lund Widzów: 860 Sędzia: Nenad Krstič, Peter Ljubič |

### Grupa D (Göteborg)
| Zespół           | M | Z | R | P | G + | G - | +/- | Pkt |
| ---------------- | - | - | - | - | --- | --- | --- | --- |
| Szwecja          | 5 | 4 | 0 | 1 | 142 | 112 | 30  | 8   |
| Polska           | 5 | 4 | 0 | 1 | 143 | 123 | 20  | 8   |
| Argentyna        | 5 | 3 | 1 | 1 | 133 | 114 | 19  | 7   |
| Korea Południowa | 5 | 2 | 1 | 2 | 137 | 128 | 9   | 5   |
| Słowacja         | 5 | 0 | 1 | 4 | 128 | 156 | -28 | 1   |
| Chile            | 5 | 0 | 1 | 4 | 117 | 167 | -50 | 1   |

| 1.13 stycznia 201120:15 | Szwecja    | 28:18(15:8) | Chile             | Scandinavium, Göteborg Widzów: 10368 Sędzia: Nenad Nikolić, Dušan Stojković |
| 1.13 stycznia 201120:15 | Du Rietz 6 | 28:18(15:8) | 4 Emil Feuchtmann | Scandinavium, Göteborg Widzów: 10368 Sędzia: Nenad Nikolić, Dušan Stojković |
| 1.13 stycznia 201120:15 | 6× · 3×    | 28:18(15:8) | 2× · 3×           | Scandinavium, Göteborg Widzów: 10368 Sędzia: Nenad Nikolić, Dušan Stojković |

| 6.14 stycznia 201118:15 | Korea Południowa | 25:25(14:11) | Argentyna      | Scandinavium, Göteborg Widzów: 1733 Sędzia: Bogdan Nicolae Stark, Romeo Mihai Ștefan |
| 6.14 stycznia 201118:15 | Lee Jae-woo 9    | 25:25(14:11) | 6 F. Fernandez | Scandinavium, Göteborg Widzów: 1733 Sędzia: Bogdan Nicolae Stark, Romeo Mihai Ștefan |
| 6.14 stycznia 201118:15 | 6× · 3×          | 25:25(14:11) | 6× · 2×        | Scandinavium, Göteborg Widzów: 1733 Sędzia: Bogdan Nicolae Stark, Romeo Mihai Ștefan |

| 10.14 stycznia 201120:15 | Polska       | 35:33(15:17) | Słowacja     | Scandinavium, Göteborg Widzów: 2486 Sędzia: Ǵorgi Naczewski, Sławe Nikołow |
| 10.14 stycznia 201120:15 | Tłuczyński 7 | 35:33(15:17) | 9 Straňovský | Scandinavium, Göteborg Widzów: 2486 Sędzia: Ǵorgi Naczewski, Sławe Nikołow |
| 10.14 stycznia 201120:15 | 6× · 3×      | 35:33(15:17) | 3× · 4×      | Scandinavium, Göteborg Widzów: 2486 Sędzia: Ǵorgi Naczewski, Sławe Nikołow |

| 13.15 stycznia 201116:15 | Chile             | 22:37(12:15) | Korea Południowa | Scandinavium, Göteborg Widzów: 7727 Sędzia: Yalatima Nanga Couliabaly, Mamoudou Diabaté |
| 13.15 stycznia 201116:15 | Emil Feuchtmann 8 | 22:37(12:15) | 9 Yu Dong-geun   | Scandinavium, Göteborg Widzów: 7727 Sędzia: Yalatima Nanga Couliabaly, Mamoudou Diabaté |
| 13.15 stycznia 201116:15 | 5× · 2×           | 22:37(12:15) | 4× · 2×          | Scandinavium, Göteborg Widzów: 7727 Sędzia: Yalatima Nanga Couliabaly, Mamoudou Diabaté |

| 15.15 stycznia 201118:15 | Słowacja  | 22:38(14:15) | Szwecja  | Scandinavium, Göteborg Widzów: 11491 Sędzia: Bogdan Nicolae Stark, Romeo Mihai Ștefan |
| 15.15 stycznia 201118:15 | Kukučka 4 | 22:38(14:15) | 8 Ekberg | Scandinavium, Göteborg Widzów: 11491 Sędzia: Bogdan Nicolae Stark, Romeo Mihai Ștefan |
| 15.15 stycznia 201118:15 | 4× · 3×   | 22:38(14:15) | 6× · 3×  | Scandinavium, Göteborg Widzów: 11491 Sędzia: Bogdan Nicolae Stark, Romeo Mihai Ștefan |

| 17.15 stycznia 201120:15 | Argentyna         | 23:24(6:11) | Polska       | Scandinavium, Göteborg Widzów: 7996 Sędzia: Nenad Nikolić, Dušan Stojković |
| 17.15 stycznia 201120:15 | Simonet, Vieyra 6 | 23:24(6:11) | 5 Tłuczyński | Scandinavium, Göteborg Widzów: 7996 Sędzia: Nenad Nikolić, Dušan Stojković |
| 17.15 stycznia 201120:15 | 6× · 4× · 1×      | 23:24(6:11) | 8× · 3× · 1× | Scandinavium, Göteborg Widzów: 7996 Sędzia: Nenad Nikolić, Dušan Stojković |

| 25.17 stycznia 201116:15 | Słowacja                             | 18:23(9:7) | Argentyna   | Scandinavium, Göteborg Widzów: 3057 Sędzia: Lars Geipel, Marcus Helbig |
| 25.17 stycznia 201116:15 | Valo, M. Straňovský, T. Straňovský 4 | 18:23(9:7) | 9 Fernández | Scandinavium, Göteborg Widzów: 3057 Sędzia: Lars Geipel, Marcus Helbig |
| 25.17 stycznia 201116:15 | 4× · 3×                              | 18:23(9:7) | 3× · 2×     | Scandinavium, Göteborg Widzów: 3057 Sędzia: Lars Geipel, Marcus Helbig |

| 29.17 stycznia 201118:15 | Polska                | 38:23(15:13) | Chile               | Scandinavium, Göteborg Widzów: 5535 Sędzia: Kacem Mezian, Othmane Si Bachir |
| 29.17 stycznia 201118:15 | Jurasik, Tłuczyński 6 | 38:23(15:13) | 6 Feuchtmann, Muñoz | Scandinavium, Göteborg Widzów: 5535 Sędzia: Kacem Mezian, Othmane Si Bachir |
| 29.17 stycznia 201118:15 | 5× · 3× · 1×          | 38:23(15:13) | 3× · 3×             | Scandinavium, Göteborg Widzów: 5535 Sędzia: Kacem Mezian, Othmane Si Bachir |

| 33.17 stycznia 201120:15 | Szwecja       | 30:24(14:12) | Korea Południowa | Scandinavium, Göteborg Widzów: 8109 Sędzia: Ǵorgi Naczewski, Slavco Nikolov |
| 33.17 stycznia 201120:15 | Källman 8     | 30:24(14:12) | 7 Yu Dong-geun   | Scandinavium, Göteborg Widzów: 8109 Sędzia: Ǵorgi Naczewski, Slavco Nikolov |
| 33.17 stycznia 201120:15 | 11× · 4× · 1× | 30:24(14:12) | 4× · 3×          | Scandinavium, Göteborg Widzów: 8109 Sędzia: Ǵorgi Naczewski, Slavco Nikolov |

| 37.18 stycznia 201116:15 | Chile              | 29:29(15:12) | Słowacja | Scandinavium, Göteborg Widzów: 3112 Sędzia: Ǵorgi Naczewski, Slavco Nikolov |
| 37.18 stycznia 201116:15 | Emil Feuchtmann 11 | 29:29(15:12) | 7 Šulc   | Scandinavium, Göteborg Widzów: 3112 Sędzia: Ǵorgi Naczewski, Slavco Nikolov |
| 37.18 stycznia 201116:15 | 4× · 3× · 1×       | 29:29(15:12) | 5× · 4×  | Scandinavium, Göteborg Widzów: 3112 Sędzia: Ǵorgi Naczewski, Slavco Nikolov |

| 39.18 stycznia 201118:15 | Korea Południowa | 20:25(11:10) | Polska                | Scandinavium, Göteborg Widzów: 6001 Sędzia: Lars Geipel, Marcus Helbig |
| 39.18 stycznia 201118:15 | Yu Dong-geun 5   | 20:25(11:10) | 5 Tkaczyk, Jurecki B. | Scandinavium, Göteborg Widzów: 6001 Sędzia: Lars Geipel, Marcus Helbig |
| 39.18 stycznia 201118:15 | 3× · 2×          | 20:25(11:10) | 3× · 3× · 1×          | Scandinavium, Göteborg Widzów: 6001 Sędzia: Lars Geipel, Marcus Helbig |

| 41.18 stycznia 201120:15 | Szwecja   | 22:27(10:12) | Argentyna | Scandinavium, Göteborg Widzów: 9044 Sędzia: Óscar Raluy López, Ángel Luis Sabroso Ramírez |
| 41.18 stycznia 201120:15 | Larholm 5 | 22:27(10:12) | 6 Pizarro | Scandinavium, Göteborg Widzów: 9044 Sędzia: Óscar Raluy López, Ángel Luis Sabroso Ramírez |
| 41.18 stycznia 201120:15 | 2× · 3×   | 22:27(10:12) | 4× · 4×   | Scandinavium, Göteborg Widzów: 9044 Sędzia: Óscar Raluy López, Ángel Luis Sabroso Ramírez |

| 49.20 stycznia 201116:15 | Korea Południowa | 31:26(14:10) | Słowacja     | Scandinavium, Göteborg Widzów: 2922 Sędzia: Óscar Raluy López, Ángel Luis Sabroso Ramírez |
| 49.20 stycznia 201116:15 | Jeong, Lee 8     | 31:26(14:10) | 9 Antl       | Scandinavium, Göteborg Widzów: 2922 Sędzia: Óscar Raluy López, Ángel Luis Sabroso Ramírez |
| 49.20 stycznia 201116:15 | 4× · 2× · 1×     | 31:26(14:10) | 6× · 3× · 1× | Scandinavium, Göteborg Widzów: 2922 Sędzia: Óscar Raluy López, Ángel Luis Sabroso Ramírez |

| 53.20 stycznia 201118:15 | Argentyna | 35:25(15:13) | Chile        | Scandinavium, Göteborg Widzów: 7760 Sędzia: Kacem Mezian, Othmane Si Bachir |
| 53.20 stycznia 201118:15 | Pizarro 9 | 35:25(15:13) | 7 Emil Perez | Scandinavium, Göteborg Widzów: 7760 Sędzia: Kacem Mezian, Othmane Si Bachir |
| 53.20 stycznia 201118:15 | 8× · 3×   | 35:25(15:13) | 4× · 4× · 1× | Scandinavium, Göteborg Widzów: 7760 Sędzia: Kacem Mezian, Othmane Si Bachir |

| 57.20 stycznia 201120:15 | Polska        | 21:24(12:14) | Szwecja   | Scandinavium, Göteborg Widzów: 11606 Sędzia: Lars Geipel, Marcus Helbig |
| 57.20 stycznia 201120:15 | M. Lijewski 6 | 21:24(12:14) | 5 Larholm | Scandinavium, Göteborg Widzów: 11606 Sędzia: Lars Geipel, Marcus Helbig |
| 57.20 stycznia 201120:15 | 4× · 2×       | 21:24(12:14) | 5× · 3×   | Scandinavium, Göteborg Widzów: 11606 Sędzia: Lars Geipel, Marcus Helbig |

## Faza zasadnicza
| Grupa 1 | Grupa 2                                                                                                   |
| --- | --- |
| Z grupy A: - Francja (6) - Hiszpania (5) - Niemcy (4) Z grupy B: - Islandia (6) - Węgry (3) - Norwegia (5) | Z grupy C: - Dania (5) - Chorwacja (6) - Serbia (4) Z grupy D: - Szwecja (5) - Polska (6) - Argentyna (2) |

W nawiasach podano koszyk z którego drużyna była losowana.

### Grupa 1 (Jönköping)
| Zespół    | M | Z | R | P | G + | G - | +/- | Pkt |
| --------- | - | - | - | - | --- | --- | --- | --- |
| Francja   | 5 | 4 | 1 | 0 | 160 | 129 | 31  | 9   |
| Hiszpania | 5 | 4 | 1 | 0 | 148 | 127 | 21  | 9   |
| Islandia  | 5 | 2 | 0 | 3 | 137 | 141 | -4  | 4   |
| Węgry     | 5 | 2 | 0 | 3 | 127 | 147 | -20 | 4   |
| Norwegia  | 5 | 1 | 0 | 4 | 133 | 143 | -10 | 2   |
| Niemcy    | 5 | 1 | 0 | 4 | 124 | 142 | -18 | 2   |

| 61.22 stycznia 201116:15 | Hiszpania | 32:27(15:12) | Norwegia | Kinnarps Arena, Jönköping Widzów: 5451 Sędzia: Bogdan Nicolae Stark, Romeo Mihai Ștefan |
| 61.22 stycznia 201116:15 | Romero 7  | 32:27(15:12) | 8 Myrhol | Kinnarps Arena, Jönköping Widzów: 5451 Sędzia: Bogdan Nicolae Stark, Romeo Mihai Ștefan |
| 61.22 stycznia 201116:15 | 2× · 3×   | 32:27(15:12) | 3× · 3×  | Kinnarps Arena, Jönköping Widzów: 5451 Sędzia: Bogdan Nicolae Stark, Romeo Mihai Ștefan |

| 62.22 stycznia 201118:30 | Niemcy            | 27:24(15:13) | Islandia    | Kinnarps Arena, Jönköping Widzów: 5670 Sędzia: Nenad Nikolić, Dušan Stojković |
| 62.22 stycznia 201118:30 | Preiß, Sprenger 5 | 27:24(15:13) | 7 Petersson | Kinnarps Arena, Jönköping Widzów: 5670 Sędzia: Nenad Nikolić, Dušan Stojković |
| 62.22 stycznia 201118:30 | 3× · 3×           | 27:24(15:13) | 2× · 4×     | Kinnarps Arena, Jönköping Widzów: 5670 Sędzia: Nenad Nikolić, Dušan Stojković |

| 63.22 stycznia 201120:45 | Francja     | 37:24(18:13) | Węgry        | Kinnarps Arena, Jönköping Widzów: 2393 Sędzia: Nenad Krstič, Peter Ljubič |
| 63.22 stycznia 201120:45 | Karabatić 7 | 37:24(18:13) | 7 Mocsai     | Kinnarps Arena, Jönköping Widzów: 2393 Sędzia: Nenad Krstič, Peter Ljubič |
| 63.22 stycznia 201120:45 | 2× · 3×     | 37:24(18:13) | 4× · 3× · 1× | Kinnarps Arena, Jönköping Widzów: 2393 Sędzia: Nenad Krstič, Peter Ljubič |

| 70.24 stycznia 201116:00 | Islandia    | 24:32(10:20) | Hiszpania              | Kinnarps Arena, Jönköping Widzów: 3922 Sędzia: Nenad Krstič, Peter Ljubič |
| 70.24 stycznia 201116:00 | Petersson 5 | 24:32(10:20) | 6 Gurbindo, Entrerrios | Kinnarps Arena, Jönköping Widzów: 3922 Sędzia: Nenad Krstič, Peter Ljubič |
| 70.24 stycznia 201116:00 | 7× · 3×     | 24:32(10:20) | 4× · 3× · 1×           | Kinnarps Arena, Jönköping Widzów: 3922 Sędzia: Nenad Krstič, Peter Ljubič |

| 71.24 stycznia 201120:30 | Norwegia | 26:31(14:17) | Francja                   | Kinnarps Arena, Jönköping Widzów: 3847 Sędzia: Jesus Nilson Aires Menezes, Rogério Aparecido Pinto |
| 71.24 stycznia 201120:30 | Hansen 8 | 26:31(14:17) | 5 Gille, Accambray, Abalo | Kinnarps Arena, Jönköping Widzów: 3847 Sędzia: Jesus Nilson Aires Menezes, Rogério Aparecido Pinto |
| 71.24 stycznia 201120:30 | 5× · 3×  | 26:31(14:17) | 1× · 2×                   | Kinnarps Arena, Jönköping Widzów: 3847 Sędzia: Jesus Nilson Aires Menezes, Rogério Aparecido Pinto |

| 72.24 stycznia 201118:15 | Węgry                             | 27:25(10:12) | Niemcy     | Kinnarps Arena, Jönköping Widzów: 3963 Sędzia: Per Olesen, Lars Ejby Pedersen |
| 72.24 stycznia 201118:15 | G. Iváncsik, T. Iváncsik, Pérez 5 | 27:25(10:12) | 5 Glandorf | Kinnarps Arena, Jönköping Widzów: 3963 Sędzia: Per Olesen, Lars Ejby Pedersen |
| 72.24 stycznia 201118:15 | 5× · 3×                           | 27:25(10:12) | 4× · 3×    | Kinnarps Arena, Jönköping Widzów: 3963 Sędzia: Per Olesen, Lars Ejby Pedersen |

| 73.25 stycznia 201116:15 | Niemcy  | 25:35(13:17) | Norwegia  | Kinnarps Arena, Jönköping Widzów: 4205 Sędzia: Bogdan Nicolae Stark, Romeo Mihai Ștefan |
| 73.25 stycznia 201116:15 | Kraus 6 | 25:35(13:17) | 8 Tvedten | Kinnarps Arena, Jönköping Widzów: 4205 Sędzia: Bogdan Nicolae Stark, Romeo Mihai Ștefan |
| 73.25 stycznia 201116:15 | 5× · 3× | 25:35(13:17) | 6× · 3×   | Kinnarps Arena, Jönköping Widzów: 4205 Sędzia: Bogdan Nicolae Stark, Romeo Mihai Ștefan |

| 74.25 stycznia 201118:30 | Hiszpania | 30:24(13:13) | Węgry   | Kinnarps Arena, Jönköping Widzów: 4236 Sędzia: Rickard Canbro, Mikael Claesson |
| 74.25 stycznia 201118:30 | Romero 9  | 30:24(13:13) | 5 Zubai | Kinnarps Arena, Jönköping Widzów: 4236 Sędzia: Rickard Canbro, Mikael Claesson |
| 74.25 stycznia 201118:30 | 2× · 3×   | 30:24(13:13) | 5× · 3× | Kinnarps Arena, Jönköping Widzów: 4236 Sędzia: Rickard Canbro, Mikael Claesson |

| 75.25 stycznia 201120:45 | Francja     | 34:28(16:13) | Islandia     | Kinnarps Arena, Jönköping Widzów: 4258 Sędzia: Ǵorgi Naczewski,Slavco Nikolov |
| 75.25 stycznia 201120:45 | Karabatić 7 | 34:28(16:13) | 6 Petersson  | Kinnarps Arena, Jönköping Widzów: 4258 Sędzia: Ǵorgi Naczewski,Slavco Nikolov |
| 75.25 stycznia 201120:45 | 3× · 3×     | 34:28(16:13) | 5× · 3× · 1× | Kinnarps Arena, Jönköping Widzów: 4258 Sędzia: Ǵorgi Naczewski,Slavco Nikolov |

### Grupa 2 (Malmö,Lund)
| Zespół    | M | Z | R | P | G + | G - | +/- | Pkt |
| --------- | - | - | - | - | --- | --- | --- | --- |
| Dania     | 5 | 5 | 0 | 0 | 155 | 131 | 24  | 10  |
| Szwecja   | 5 | 3 | 0 | 2 | 127 | 134 | 3   | 6   |
| Chorwacja | 5 | 2 | 1 | 2 | 142 | 129 | 13  | 5   |
| Polska    | 5 | 2 | 0 | 3 | 123 | 129 | -6  | 4   |
| Serbia    | 5 | 1 | 1 | 3 | 127 | 139 | -12 | 3   |
| Argentyna | 5 | 1 | 0 | 4 | 117 | 139 | -22 | 2   |

| 64.22 stycznia 201118:15 | Chorwacja       | 36:18(19:6) | Argentyna | Färs & Frosta Sparbank Arena, Lund Widzów: 1050 Sędzia: Michal Baďura, Jaroslav Ondogrecula |
| 64.22 stycznia 201118:15 | Zrnić, Buntić 7 | 36:18(19:6) | 5 Simonet | Färs & Frosta Sparbank Arena, Lund Widzów: 1050 Sędzia: Michal Baďura, Jaroslav Ondogrecula |
| 64.22 stycznia 201118:15 | 6× · 3×         | 36:18(19:6) | 1× · 2×   | Färs & Frosta Sparbank Arena, Lund Widzów: 1050 Sędzia: Michal Baďura, Jaroslav Ondogrecula |

| 65.22 stycznia 201118:15 | Serbia  | 24:28(13:12) | Szwecja            | Malmö Arena, Malmö Widzów: 9213 Sędzia: Kenneth Abrahamsen, Arne Kristiansen |
| 65.22 stycznia 201118:15 | Vujin 8 | 24:28(13:12) | 6 Ekberg, Du Rietz | Malmö Arena, Malmö Widzów: 9213 Sędzia: Kenneth Abrahamsen, Arne Kristiansen |
| 65.22 stycznia 201118:15 | 5× · 3× | 24:28(13:12) | 4× · 3×            | Malmö Arena, Malmö Widzów: 9213 Sędzia: Kenneth Abrahamsen, Arne Kristiansen |

| 66.22 stycznia 201120:15 | Dania      | 28:27(15:9) | Polska                   | Malmö Arena, Malmö Widzów: 11140 Sędzia: Václav Horáček, Jiří Novotný |
| 66.22 stycznia 201120:15 | Lindberg 6 | 28:27(15:9) | 6 Tłuczyński, Jurkiewicz | Malmö Arena, Malmö Widzów: 11140 Sędzia: Václav Horáček, Jiří Novotný |
| 66.22 stycznia 201120:15 | 2× · 3×    | 28:27(15:9) | 1× · 3×                  | Malmö Arena, Malmö Widzów: 11140 Sędzia: Václav Horáček, Jiří Novotný |

| 67.23 stycznia 201118:15 | Szwecja | 29:25(14:12) | Chorwacja | Malmö Arena, Malmö Widzów: 9551 Sędzia: Óscar Raluy López, Ángel Luis Sabroso Ramírez |
| 67.23 stycznia 201118:15 | Doder 8 | 29:25(14:12) | 9 Zrnić   | Malmö Arena, Malmö Widzów: 9551 Sędzia: Óscar Raluy López, Ángel Luis Sabroso Ramírez |
| 67.23 stycznia 201118:15 | 7× · 3× | 29:25(14:12) | 4× · 3×   | Malmö Arena, Malmö Widzów: 9551 Sędzia: Óscar Raluy López, Ángel Luis Sabroso Ramírez |

| 68.23 stycznia 201120:15 | Argentyna             | 24:31(12:17) | Dania        | Malmö Arena, Malmö Widzów: 10924 Sędzia: Yalatima Nanga Couliabaly, Mamoudou Diabaté |
| 68.23 stycznia 201120:15 | Ferro, Vidal, Carou 3 | 24:31(12:17) | 7 Hansen     | Malmö Arena, Malmö Widzów: 10924 Sędzia: Yalatima Nanga Couliabaly, Mamoudou Diabaté |
| 68.23 stycznia 201120:15 | 6× · 2× · 1×          | 24:31(12:17) | 5× · 3× · 1× | Malmö Arena, Malmö Widzów: 10924 Sędzia: Yalatima Nanga Couliabaly, Mamoudou Diabaté |

| 69.23 stycznia 201120:15 | Polska        | 27:26(10:11) | Serbia   | Färs & Frosta Sparbank Arena, Lund Widzów: 1730 Sędzia: Nordine Lazaar, Laurent Reveret |
| 69.23 stycznia 201120:15 | Tłuczyński 10 | 27:26(10:11) | 11 Vujin | Färs & Frosta Sparbank Arena, Lund Widzów: 1730 Sędzia: Nordine Lazaar, Laurent Reveret |
| 69.23 stycznia 201120:15 | 5× · 3×       | 27:26(10:11) | 8× · 3×  | Färs & Frosta Sparbank Arena, Lund Widzów: 1730 Sędzia: Nordine Lazaar, Laurent Reveret |

| 76.25 stycznia 201120:15 | Serbia        | 26:25(15:13) | Argentyna             | Färs & Frosta Sparbank Arena, Lund Widzów: 1030 Sędzia: Lars Geipel, Marcus Helbig |
| 76.25 stycznia 201120:15 | Vujin, Ilić 6 | 26:25(15:13) | 5 Fernández, Kogovsek | Färs & Frosta Sparbank Arena, Lund Widzów: 1030 Sędzia: Lars Geipel, Marcus Helbig |
| 76.25 stycznia 201120:15 | 5× · 3× · 1×  | 26:25(15:13) | 1× · 3×               | Färs & Frosta Sparbank Arena, Lund Widzów: 1030 Sędzia: Lars Geipel, Marcus Helbig |

| 77.25 stycznia 201118:15 | Chorwacja | 28:24(13:11) | Polska               | Malmö Arena, Malmö Widzów: 8900 Sędzia: Michal Baďura, Jaroslav Ondogrecula |
| 77.25 stycznia 201118:15 | Buntić 7  | 28:24(13:11) | 4 Jaszka, Tłuczyński | Malmö Arena, Malmö Widzów: 8900 Sędzia: Michal Baďura, Jaroslav Ondogrecula |
| 77.25 stycznia 201118:15 | 8× · 2×   | 28:24(13:11) | 3× · 3×              | Malmö Arena, Malmö Widzów: 8900 Sędzia: Michal Baďura, Jaroslav Ondogrecula |

| 78.25 stycznia 201120:15 | Dania          | 27:24(17:11) | Szwecja    | Malmö Arena, Malmö Widzów: 11587 Sędzia: Kenneth Abrahamsen, Arne Kristiansen |
| 78.25 stycznia 201120:15 | Christiansen 6 | 27:24(17:11) | 5 Du Rietz | Malmö Arena, Malmö Widzów: 11587 Sędzia: Kenneth Abrahamsen, Arne Kristiansen |
| 78.25 stycznia 201120:15 | 4× · 3×        | 27:24(17:11) | 3× · 3×    | Malmö Arena, Malmö Widzów: 11587 Sędzia: Kenneth Abrahamsen, Arne Kristiansen |

### Mecze o miejsca 21-24 (Malmö/Lund)
| 83.22 stycznia 201120:30 | Bahrajn    | 30:37(15:17) | Brazylia  | Färs & Frosta Sparbank Arena, Lund Widzów: 550 Sędzia: Óscar Raluy López, Ángel Luis Sabroso Ramírez |
| 83.22 stycznia 201120:30 | Almaqabi 6 | 30:37(15:17) | 6 Chiuffa | Färs & Frosta Sparbank Arena, Lund Widzów: 550 Sędzia: Óscar Raluy López, Ángel Luis Sabroso Ramírez |
| 83.22 stycznia 201120:30 | 5× · 3×    | 30:37(15:17) | 3× · 4×   | Färs & Frosta Sparbank Arena, Lund Widzów: 550 Sędzia: Óscar Raluy López, Ángel Luis Sabroso Ramírez |

| 84.22 stycznia 201116:00 | Australia   | 21:29(6:17) | Chile           | Malmö Arena, Malmö Widzów: 1766 Sędzia: Nordine Lazaar, Laurent Reveret |
| 84.22 stycznia 201116:00 | Parmenter 6 | 21:29(6:17) | 5 Muñoz, Chavez | Malmö Arena, Malmö Widzów: 1766 Sędzia: Nordine Lazaar, Laurent Reveret |
| 84.22 stycznia 201116:00 | 8× · 3×     | 21:29(6:17) | 9× · 3×         | Malmö Arena, Malmö Widzów: 1766 Sędzia: Nordine Lazaar, Laurent Reveret |

### Mecze o miejsca 17-20 (Kristianstad)
| 80.22 stycznia 201114:00 | Tunezja   | 25:26(14:12) | Austria | Kristianstad Arena, Kristianstad Sędzia: Carlos María Marina, Darío Leonel Minore |
| 80.22 stycznia 201114:00 | Alouini 6 | 25:26(14:12) | 6 Weber | Kristianstad Arena, Kristianstad Sędzia: Carlos María Marina, Darío Leonel Minore |
| 80.22 stycznia 201114:00 | 1× · 3×   | 25:26(14:12) | 6× · 4× | Kristianstad Arena, Kristianstad Sędzia: Carlos María Marina, Darío Leonel Minore |

| 82.22 stycznia 201116:30 | Rumunia            | 33:38(19:22) | Słowacja              | Kristianstad Arena, Kristianstad Widzów: 2490 Sędzia: Yalatima Nanga Couliabaly, Mamoudou Diabaté |
| 82.22 stycznia 201116:30 | Ghionea, Stamate 8 | 33:38(19:22) | 7 Kukučka, Straňovský | Kristianstad Arena, Kristianstad Widzów: 2490 Sędzia: Yalatima Nanga Couliabaly, Mamoudou Diabaté |
| 82.22 stycznia 201116:30 | 4× · 3×            | 33:38(19:22) | 4× · 3×               | Kristianstad Arena, Kristianstad Widzów: 2490 Sędzia: Yalatima Nanga Couliabaly, Mamoudou Diabaté |

### Mecze o miejsca 13-16 (Skövde)
| 79.22 stycznia 201114:00 | Egipt     | 34:28(17:14) | Japonia    | Arena Skövde, Skövde Widzów: 1634 Sędzia: Jesus Nilson Aires Menezes, Rogério Aparecido Pinto |
| 79.22 stycznia 201114:00 | Mabrouk 8 | 34:28(17:14) | 7 Suematsu | Arena Skövde, Skövde Widzów: 1634 Sędzia: Jesus Nilson Aires Menezes, Rogério Aparecido Pinto |
| 79.22 stycznia 201114:00 | 4× · 4×   | 34:28(17:14) | 4× · 3×    | Arena Skövde, Skövde Widzów: 1634 Sędzia: Jesus Nilson Aires Menezes, Rogério Aparecido Pinto |

| 81.22 stycznia 201116:30 | Algieria                       | 24:29 (pd.)(12:17, 23:23) | Korea Południowa | Arena Skövde, Skövde Widzów: 1711 Sędzia: Mohsen Karbas-Chi, Majid Kolahdouzan |
| 81.22 stycznia 201116:30 | Labane, Hamad, Layadi, Daoud 4 | 24:29 (pd.)(12:17, 23:23) | 8 Yu Dong-geun   | Arena Skövde, Skövde Widzów: 1711 Sędzia: Mohsen Karbas-Chi, Majid Kolahdouzan |
| 81.22 stycznia 201116:30 | 1× · 4×                        | 24:29 (pd.)(12:17, 23:23) | 3× · 3×          | Arena Skövde, Skövde Widzów: 1711 Sędzia: Mohsen Karbas-Chi, Majid Kolahdouzan |

## Faza finałowa

### Mecz o 23. miejsce (Malmö)
| 88.23 stycznia 201116:00 | Australia  | 23:33(11:19) | Bahrajn                  | Malmö Arena, Malmö Widzów: 724 Sędzia: Lars Geipel, Marcus Helbig |
| 88.23 stycznia 201116:00 | Blondell 6 | 23:33(11:19) | 7 Merza, Husain Alsayyad | Malmö Arena, Malmö Widzów: 724 Sędzia: Lars Geipel, Marcus Helbig |
| 88.23 stycznia 201116:00 | 3× · 2×    | 23:33(11:19) | 2×                       | Malmö Arena, Malmö Widzów: 724 Sędzia: Lars Geipel, Marcus Helbig |

### Mecz o 21. miejsce (Lund)
| 87.23 stycznia 201118:00 | Chile   | 18:28(11:13) | Brazylia     | Färs & Frosta Sparbank Arena, Lund Widzów: 650 Sędzia: Michal Baďura, Jaroslav Ondogrecula |
| 87.23 stycznia 201118:00 | Perez 7 | 18:28(11:13) | 6 Ribeiro    | Färs & Frosta Sparbank Arena, Lund Widzów: 650 Sędzia: Michal Baďura, Jaroslav Ondogrecula |
| 87.23 stycznia 201118:00 | 2× · 4× | 18:28(11:13) | 3× · 3× · 1× | Färs & Frosta Sparbank Arena, Lund Widzów: 650 Sędzia: Michal Baďura, Jaroslav Ondogrecula |

### Mecz o 19. miejsce (Kristianstad)
| 85.23 stycznia 201114:00 | Tunezja  | 29:30(14:17) | Rumunia           | Kristianstad Arena, Kristianstad Sędzia: Kenneth Abrahamsen, Arne Kristiansen |
| 85.23 stycznia 201114:00 | Hedoui 9 | 29:30(14:17) | 8 Florea, Stamate | Kristianstad Arena, Kristianstad Sędzia: Kenneth Abrahamsen, Arne Kristiansen |
| 85.23 stycznia 201114:00 | 4× · 4×  | 29:30(14:17) | 3× · 3×           | Kristianstad Arena, Kristianstad Sędzia: Kenneth Abrahamsen, Arne Kristiansen |

### Mecz o 17. miejsce (Kristianstad)
| 86.23 stycznia 201116:30 | Austria    | 35:39(18:19) | Słowacja | Kristianstad Arena, Kristianstad Widzów: 1546 Sędzia: Omar Al-Marzouqi, Mohammad Rashid Al-Nuaimi |
| 86.23 stycznia 201116:30 | Szilágyi 7 | 35:39(18:19) | 8 Kopčo  | Kristianstad Arena, Kristianstad Widzów: 1546 Sędzia: Omar Al-Marzouqi, Mohammad Rashid Al-Nuaimi |
| 86.23 stycznia 201116:30 | 3× · 3×    | 35:39(18:19) | 1× · 3×  | Kristianstad Arena, Kristianstad Widzów: 1546 Sędzia: Omar Al-Marzouqi, Mohammad Rashid Al-Nuaimi |

### Mecz o 15. miejsce (Skövde)
| 89.24 stycznia 201118:00 | Japonia | 24:29(13:13) | Algieria  | Arena Skövde, Skövde Widzów: 1510 Sędzia: Ǵorgi Naczewski, Slavco Nikolov |
| 89.24 stycznia 201118:00 | Kaido 6 | 24:29(13:13) | 8 Zouaoui | Arena Skövde, Skövde Widzów: 1510 Sędzia: Ǵorgi Naczewski, Slavco Nikolov |
| 89.24 stycznia 201118:00 | 1× · 3× | 24:29(13:13) | 3× · 2×   | Arena Skövde, Skövde Widzów: 1510 Sędzia: Ǵorgi Naczewski, Slavco Nikolov |

### Mecz o 13. miejsce (Skövde)
| 90.24 stycznia 201120:30 | Egipt        | 23:26(11:12) | Korea Południowa | Arena Skövde, Skövde Widzów: 1525 Sędzia: Rickard Canbro, Mikael Claesson |
| 90.24 stycznia 201120:30 | Abdelwares 6 | 23:26(11:12) | 7 Park Jung-geu  | Arena Skövde, Skövde Widzów: 1525 Sędzia: Rickard Canbro, Mikael Claesson |
| 90.24 stycznia 201120:30 | 5× · 3× · 1× | 23:26(11:12) | 4× · 3×          | Arena Skövde, Skövde Widzów: 1525 Sędzia: Rickard Canbro, Mikael Claesson |

### Mecz o 11. miejsce (Kristianstad)
| 91.27 stycznia 201118:00 | Niemcy                 | 40:35 (pd.)(13:12, 27:27, 31:31) | Argentyna    | Kristianstad Arena, Kristianstad Sędzia: Rickard Canbro, Mikael Claesson |
| 91.27 stycznia 201118:00 | Gensheimer, Glandorf 9 | 40:35 (pd.)(13:12, 27:27, 31:31) | 7 Simonet    | Kristianstad Arena, Kristianstad Sędzia: Rickard Canbro, Mikael Claesson |
| 91.27 stycznia 201118:00 | 14× · 4× · 2×          | 40:35 (pd.)(13:12, 27:27, 31:31) | 8× · 4× · 1× | Kristianstad Arena, Kristianstad Sędzia: Rickard Canbro, Mikael Claesson |

### Mecz o 9. miejsce (Kristianstad)
| 92.27 stycznia 201120:30 | Norwegia  | 32:31 (pd.)(14:16, 29:29) | Serbia  | Kristianstad Arena, Kristianstad Widzów: 2141 Sędzia: Omar Al-Marzouqi, Mohammad Rashid Al-Nuaimi |
| 92.27 stycznia 201120:30 | Tvedten 9 | 32:31 (pd.)(14:16, 29:29) | 7 Ilić  | Kristianstad Arena, Kristianstad Widzów: 2141 Sędzia: Omar Al-Marzouqi, Mohammad Rashid Al-Nuaimi |
| 92.27 stycznia 201120:30 | 1× · 4×   | 32:31 (pd.)(14:16, 29:29) | 4× · 3× | Kristianstad Arena, Kristianstad Widzów: 2141 Sędzia: Omar Al-Marzouqi, Mohammad Rashid Al-Nuaimi |

### Mecz o 7. miejsce (Kristianstad)
| 95.28 stycznia 201118:00 | Węgry          | 31:28(16:14) | Polska    | Kristianstad Arena, Kristianstad Sędzia: Nordine Lazaar, Laurent Reveret |
| 95.28 stycznia 201118:00 | G. Iváncsik 11 | 31:28(16:14) | 6 Jurecki | Kristianstad Arena, Kristianstad Sędzia: Nordine Lazaar, Laurent Reveret |
| 95.28 stycznia 201118:00 | 7× · 3×        | 31:28(16:14) | 3× · 3×   | Kristianstad Arena, Kristianstad Sędzia: Nordine Lazaar, Laurent Reveret |

### Mecz o 5. miejsce (Malmö)
| 96.28 stycznia 201120:30 | Islandia      | 33:34(16:14) | Chorwacja | Malmö Arena, Malmö Widzów: 7436 Sędzia: Bogdan Nicolae Stark, Romeo Mihai Ștefan |
| 96.28 stycznia 201120:30 | Sigurðsson 10 | 33:34(16:14) | 9 Buntić  | Malmö Arena, Malmö Widzów: 7436 Sędzia: Bogdan Nicolae Stark, Romeo Mihai Ștefan |
| 96.28 stycznia 201120:30 | 4× · 3×       | 33:34(16:14) | 4× · 3×   | Malmö Arena, Malmö Widzów: 7436 Sędzia: Bogdan Nicolae Stark, Romeo Mihai Ștefan |

### Półfinały (Kristianstad/Malmö)
|  | Półfinały                    | Półfinały                    |  |  |  | Finały                | Finały                |
|  |                              |                              |  |  |  |                       |                       |
|  |                              |                              |  |  |  |                       |                       |
|  | 28 Stycznia – (Malmö)        |                              |  |  |  |                       |                       |
|  | Francja                      | 29                           |  |  |  |                       |                       |
|  | Szwecja                      | 26                           |  |  |  | 30 Stycznia – (Malmö) | 30 Stycznia – (Malmö) |
|  |                              |                              |  |  |  | Francja               | 37                    |
|  | 28 Stycznia – (Kristianstad) | 28 Stycznia – (Kristianstad) |  |  |  | Dania                 | 35                    |
|  | Dania                        | 28                           |  |  |  |                       |                       |
|  | Hiszpania                    | 24                           |  |  |  | 30 Stycznia – (Malmö) | 30 Stycznia – (Malmö) |
|  |                              |                              |  |  |  | Szwecja               | 23                    |
|  |                              |                              |  |  |  | Hiszpania             | 24                    |

Malmö
| 93.28 stycznia 201118:00 | Francja         | 29:26(15:12) | Szwecja   | Malmö Arena, Malmö Widzów: 11477 Sędzia: Lars Geipel, Marcus Helbig |
| 93.28 stycznia 201118:00 | Gille, Guigou 8 | 29:26(15:12) | 6 Källman | Malmö Arena, Malmö Widzów: 11477 Sędzia: Lars Geipel, Marcus Helbig |
| 93.28 stycznia 201118:00 | 4× · 3×         | 29:26(15:12) | 4× · 4×   | Malmö Arena, Malmö Widzów: 11477 Sędzia: Lars Geipel, Marcus Helbig |

Kristianstad
| 94.28 stycznia 201120:30 | Dania    | 28:24(12:12) | Hiszpania  | Kristianstad Arena, Kristianstad Widzów: 4234 Sędzia: Václav Horáček, Jiří Novotný |
| 94.28 stycznia 201120:30 | Hansen 9 | 28:24(12:12) | 6 Cañellas | Kristianstad Arena, Kristianstad Widzów: 4234 Sędzia: Václav Horáček, Jiří Novotný |
| 94.28 stycznia 201120:30 | 2× · 4×  | 28:24(12:12) | 3× · 4×    | Kristianstad Arena, Kristianstad Widzów: 4234 Sędzia: Václav Horáček, Jiří Novotný |

### Mecz o 3. miejsce (Malmö)
| 97.30 stycznia 201114:30 | Szwecja   | 23:24(11:11) | Hiszpania                       | Malmö Arena, Malmö Widzów: 12145 Sędzia: Nenad Krstič, Peter Ljubič |
| 97.30 stycznia 201114:30 | Källman 6 | 23:24(11:11) | 4 Martinez, Aguinagalde, Romero | Malmö Arena, Malmö Widzów: 12145 Sędzia: Nenad Krstič, Peter Ljubič |
| 97.30 stycznia 201114:30 | 5× · 4×   | 23:24(11:11) | 4× · 2×                         | Malmö Arena, Malmö Widzów: 12145 Sędzia: Nenad Krstič, Peter Ljubič |

### Finał (Malmö)
| 98.30 stycznia 201117:00 | Francja      | 37:35 (pd.)(15:12, 31:31) | Dania     | Malmö Arena, Malmö Widzów: 12462 Sędzia: Óscar Raluy López, Ángel Luis Sabroso Ramírez |
| 98.30 stycznia 201117:00 | Karabatić 10 | 37:35 (pd.)(15:12, 31:31) | 10 Hansen | Malmö Arena, Malmö Widzów: 12462 Sędzia: Óscar Raluy López, Ángel Luis Sabroso Ramírez |
| 98.30 stycznia 201117:00 | 4× · 4×      | 37:35 (pd.)(15:12, 31:31) | 5× · 4×   | Malmö Arena, Malmö Widzów: 12462 Sędzia: Óscar Raluy López, Ángel Luis Sabroso Ramírez |

ZWYCIĘZCA MŚ 2011

Francja
 
CZWARTY TYTUŁ

## Końcowa klasyfikacja XXII Mistrzostw Świata
|     |                  |                                               |
| Lp. | Drużyna          | Uwagi                                         |
|     | Francja          | awans na IO 2012, MŚ 2013                     |
|     | Dania            | awans do turnieju kwalifikacyjnego na IO 2012 |
|     | Hiszpania        | awans do turnieju kwalifikacyjnego na IO 2012 |
| 4.  | Szwecja          | awans do turnieju kwalifikacyjnego na IO 2012 |
| 5.  | Chorwacja        | awans do turnieju kwalifikacyjnego na IO 2012 |
| 6.  | Islandia         | awans do turnieju kwalifikacyjnego na IO 2012 |
| 7.  | Węgry            | awans do turnieju kwalifikacyjnego na IO 2012 |
| 8.  | Polska           | -                                             |
| 9.  | Norwegia         | -                                             |
| 10. | Serbia           | -                                             |
| 11. | Niemcy           | -                                             |
| 12. | Argentyna        | -                                             |
| 13. | Korea Południowa | -                                             |
| 14. | Egipt            | -                                             |
| 15. | Algieria         | -                                             |
| 16. | Japonia          | -                                             |
| 17. | Słowacja         | -                                             |
| 18. | Austria          | -                                             |
| 19. | Rumunia          | -                                             |
| 20. | Tunezja          | -                                             |
| 21. | Brazylia         | -                                             |
| 22. | Chile            | -                                             |
| 23. | Bahrajn          | -                                             |
| 24. | Australia        | -                                             |

## Nagrody indywidualne
30 stycznia 2011 wybrano najlepszych zawodników Mistrzostw.
| MVP              | Najlepszy strzelec | Najlepszy bramkarz | Najlepszy lewoskrzydłowy | Najlepszy prawoskrzydłowy | Najlepszy lewy rozgrywający | Najlepszy środkowy rozgrywający | Najlepszy prawy rozgrywający | Najlepszy obrotowy |
| ---------------- | ------------------ | ------------------ | ------------------------ | ------------------------- | --------------------------- | ------------------------------- | ---------------------------- | ------------------ |
| Nikola Karabatić | Mikkel Hansen      | Thierry Omeyer     | Håvard Tvedten           | Vedran Zrnić              | Mikkel Hansen               | Dalibor Doder                   | Alexander Petersson          | Bertrand Gille     |

## Sędziowie
| Algieria  | Kacem Mezian Othmane Si Bachir                     |
| Argentyna | Carlos María Marina Darío Leonel Minore            |
| Brazylia  | Jesus Nilson Aires Menezes Rogério Aparecido Pinto |
| Czechy    | Václav Horáček Jiří Novotný                        |
| Dania     | Per Olesen Lars Ejby Pedersen                      |
| Francja   | Nordine Lazaar Laurent Reveret                     |
| Hiszpania | Óscar Raluy López Ángel Luis Sabroso Ramírez       |
| Iran      | Mohsen Karbas-Chi Majid Kolahdouzan                |
| Macedonia | Ǵorgi Naczewski Slavco Nikolov                     |

| Niemcy                       | Lars Geipel Marcus Helbig                  |
| Norwegia                     | Kenneth Abrahamsen Arne Kristiansen        |
| Rumunia                      | Bogdan Nicolae Stark Romeo Mihai Ștefan    |
| Serbia                       | Nenad Nikolić Dušan Stojković              |
| Słowacja                     | Michal Baďura Jaroslav Ondogrecula         |
| Słowenia                     | Nenad Krstič Peter Ljubič                  |
| Szwecja                      | Rickard Canbro Mikael Claesson             |
| Wybrzeże Kości Słoniowej     | Yalatima Nanga Couliabaly Mamoudou Diabaté |
| Zjednoczone Emiraty Arabskie | Omar Al-Marzouqi Mohammad Rashid Al-Nuaimi |

## Strzelcy
| Nr | Imię i nazwisko       | Drużyna   | Gole | Rzuty | %   |
| -- | --------------------- | --------- | ---- | ----- | --- |
| 1  | Håvard Tvedten        | Norwegia  | 56   | 86    | 65% |
| 1  | Marko Vujin           | Serbia    | 56   | 114   | 49% |
| 3  | Bjarte Myrhol         | Norwegia  | 54   | 71    | 76% |
| 4  | Mikkel Hansen         | Dania     | 49   | 88    | 56% |
| 5  | Vedran Zrnić          | Chorwacja | 47   | 63    | 75% |
| 5  | Alexander Petersson   | Islandia  | 47   | 76    | 62% |
| 7  | Tomasz Tłuczyński     | Polska    | 45   | 55    | 82% |
| 8  | Federico Fernandez    | Argentyna | 40   | 60    | 67% |
| 8  | Holger Glandorf       | Niemcy    | 40   | 66    | 61% |
| 8  | Emil Feuchtmann Perez | Chile     | 40   | 67    | 60% |
| 8  | Momir Ilić            | Serbia    | 40   | 76    | 53% |

Źródło: ihf.info